# Evert Musch
Evert Musch (16 mars 1918 à Groningue, Pays-Bas - 5 décembre 2007 à Anloo, Pays-Bas) est un peintre néerlandais.

## Biographie
Musch a été formé à l'Academie Minerva (1936-1940) dans sa ville natale, ayant pour professeurs Willem Valk (nl), A.W. Kort et Cornelis Pieter de Wit (nl). De 1947 à 1981 Musch était lui-même professeur à l'Academie Minerva, succédant à De Wit. Il avait comme étudiants, parmi d'autres Henk Helmantel (nl), Wim Crouwel and Martin Tissing (nl).
Musch épousa en 1943 la peintre Johanna (To) Jager, qu'il avait rencontrée à l'Academie Minerva. En 1945 ils quittaient la ville de Groningen pour s'établir dans la province de Drenthe. Musch était membre de la société de peintres appelée De Jongeren (1941-1942) et des Drentse Schilders (1947-1953). En 1954 il était cofondateur du groupe de peintres appelé Drents Schilders Genootschap. 
En 1985 il reçut le prix culturel de la province de Drenthe (nl). Le Drents Museum à Assen organisa en 1988 une exposition rétrospective de son œuvre.

## Thèmes et styles
Musch pratiquait la peinture à l'huile, l'aquarelle et le dessin de paysages et de portraits dans un style mélangeant le naturalisme et l'impressionnisme. Il pratiquait également la lithographie et il a illustré plusieurs livres, dont Kinderen in verstand en boosheid, de l'écrivain groningois Piet Keuning.